# Gérygone de Biak
Gerygone hypoxantha
Espèce
La Gérygone de Biak (Gerygone hypoxantha) est une espèce de passereaux de la famille des Acanthizidae.

## Distribution
Elle est endémique de Biak en Nouvelle-Guinée occidentale.

## Habitat
Elle habite les broussailles et les forêts humides en plaine subtropicales et tropicales